# Пупинове звезде
Пупинове звезде је југословенска ТВ драма из 1979. године. Режију је урадио Сава Мрмак, а сценарио је писао Миленко Вучетић.